# Искра (Жердевский район)
Искра — село в Жердевском районе Тамбовской области России. 
Входит в Туголуковский сельсовет.

## География
Расположено в 18 км к востоку от райцентра, города Жердевка, и в 100 км по прямой к юго-востоку от центра города Тамбова.
В 10 км к северо-западу находится село Туголуково (центр сельсовета).

## Население
| 2002 | 2010 |
| ---- | ---- |
| 298  | ↘257 |

Согласно результатам переписи 2002 года, в национальной структуре населения русские составляли 92 % от жителей.

## История
До 2013 года село являлось административным центром Искровского сельсовета, упразднённого в пользу Туголуковского сельсовета.